# نهائي كأس ألمانيا 1942
نهائي كأس ألمانيا 1942 هي المباراة النهائية من منافسة كأس ألمانيا 1942، أقيمت المباراة في 15 نوفمبر 1942، في الملعب الأولمبي، بين فريقي ميونخ 1860، وشالكه 04، وفاز فيها ميونخ 1860، بعد أن هزم شالكه 04، بنتيجة 2 - 0، وحضر المباراة 80000 شخصاً.

## تفاصيل المباراة
لعبت المباراة النهائية في 15 نوفمبر 1942.
| ميونخ 1860 | 2 -0 | شالكه 04 |
| ---------- | ---- | -------- |
|            |      |          |